# Масаакі Хацумі
Масаакі Хацу́мі (яп. 初見 良昭; нар. 2 грудня 1931, Нода, префектура Тіба, Японія) — японський майстер бойових мистецтв, засновник і голова організації Bujinkan. Один із найвідоміших сучасних представників ниндзюцу. Вважається 34-м соке (главою школи) декількох традиційних японських шкіл бойових мистецтв (рюха), що походять ще з феодальної Японії.

## Біографія
Масаакі Хацу́мі народився 2 грудня 1931 року в місті Нода, префектура Тіба, Японія. З дитинства захоплювався різними видами бойових мистецтв, включно з дзюдо, карате, кендо та айкідо. Здобув ступінь доктора медицини, а також вивчав театральне мистецтво, живопис, літературу, історію та філософію.
Вирішальною подією у його житті стала зустріч з майстром Тосіцугy Такаматсу (яп. 高松 寿嗣), який передав йому знання декількох традиційних шкіл ниндзюцу та інших бойових мистецтв.
Після смерті Такаматсу у 1972 році Хацу́мі став його наступником та соке дев'яти шкіл, зокрема:
- Togakure-ryū (戸隠流忍法)
- Gyokko-ryū (玉虎流)
- Koto-ryū (虎倒流)
- Shinden Fudō-ryū (神伝不動流)
- Kukishin-ryū (九鬼神流)
- Takagi Yōshin-ryū (高木揚心流)
- Gikan-ryū (義鑑流)
- та інші

## Bujinkan
У 1970-х роках Хацу́мі заснував організацію Bujinkan Dōjō (武神館道場, «Зал Воїна Божества»), яка стала міжнародним центром навчання ниндзюцу та інших традиційних японських бойових мистецтв. Його школа привабила учнів з усього світу.
Bujinkan поєднує техніки дев'яти традиційних шкіл бойових мистецтв. Основна увага приділяється не лише техніці, але й філософії самозахисту, внутрішній гармонії та духовному розвитку.

## Праці та вплив
Масаакі Хацу́мі є автором численних книг, статей та навчальних матеріалів з бойових мистецтв. Деякі з його праць:
- Ninjutsu: History and Tradition (1981)
- The Way of the Ninja: Secret Techniques (2004)
- Advanced Stick Fighting
- Japanese Sword Fighting: Secrets of the Samurai
- The Grandmaster's Book of Ninja Training

Його діяльність значно вплинула на популяризацію ниндзюцу у світі, а також на розвиток бойових мистецтв загалом. Він також був консультантом ряду голлівудських фільмів щодо сцен бойових мистецтв.

## Відзнаки
- Викладач року, журнал «Чорний пояс»
- Почесні нагороди від урядів декількох країн за внесок у популяризацію японської культури
- Міжнародна премія в галузі культури, Японська асоціація сприяння культурі (фізично видана японською імператорською родиною)
- Премія за досягнення всього життя, Міжнародний зал слави USMA
- Введений до Зали слави Нідерландів CBME

## Особисте життя
Масаакі Хацу́мі також є каліграфом, художником та письменником. У зрілі роки він відійшов від активного викладання, але залишається шанованим почесним головою Bujinkan.